# マシャアル・バルシャム
マシャアル・バルシャム（Meshaal Barsham、1998年2月14日- ）は、カタール出身のサッカー選手。カタール・スターズリーグ・アル・サッド所属。カタール代表。ポジションはGK。兄は2020年東京オリンピック走高跳金メダリストのムタズ・エサ・バルシムである。

## 経歴

### クラブ
父は競歩の元カタール代表であり、2人の兄も陸上競技選手といったスポーツ家系で育ったバルシャムは2017年にアル・サッドに加入。12月1日のアル・ホール戦でトップチームデビューを飾ると、その後はカタール代表の守護神サアド・アッ＝シーブとポジション争うようになる。身長180cm前後というのはゴールキーパーの中では小柄であるが、一家が持つ自慢の運動神経と練習の努力が評価され、2020-21シーズンには公式戦27試合に出場した。

### 代表
2019年にAFCアジアカップ2023の予選も兼ねた2022 FIFAワールドカップ・アジア2次予選に臨むA代表のメンバーに選出されたが出場機会は訪れず、翌年の11月13日に行われたコスタリカ代表との親善試合でA代表デビューを果たした。
2021 FIFAアラブカップではグループステージから準決勝まで出場機会が無かったものの、エジプト代表との3位決定戦で出場。PK戦まで何度もファインセーブを見せて3位入賞の立役者となった。
2022 FIFAワールドカップでは、セネガル戦とオランダ戦に出場した。
AFCアジアカップ2023では準々決勝のウズベキスタン戦での3本のPKストップなどでチームを連覇へと導き、この大会の最優秀ゴールキーパーとなった。

## 代表歴

### 出場大会
- カタール代表
  - 2022 FIFAワールドカップ

### 試合数
- 国際Aマッチ 34試合 0得点（2020年-）[5]

| カタール代表 | 国際Aマッチ | 国際Aマッチ |
| 年           | 出場        | 得点        |
| ------------ | ----------- | ----------- |
| 2020         | 3           | 0           |
| 2021         | 10          | 0           |
| 2022         | 7           | 0           |
| 2023         | 14          | 0           |
| 2024         |             |             |
| 通算         | 34          | 0           |

## タイトル

### クラブ
アル・サッド
- カタール・スターズリーグ :2018-19, 2020-21, 2021-22
- アミールカップ : 2019-20, 2020-21
- シェイク・ジャシムカップ : 2018-19
- カタール・カップ : 2021
- カタール・スターズカップ : 2019-20

### 代表
- AFCアジアカップ : 2023

### 個人
- AFCアジアカップ準々決勝ベストイレブン : 2023
- AFCアジアカップゴールデングローブ賞 : 2023